# Carl Walther
Carl Walther GmbH Sportwaffen es un fabricante alemán de armas de fuego.  
La primera pistola que incorporó la doble acción de forma práctica y segura fue el modelo Walther PP y su hermana pequeña, la Walther PPK, diseñadas por el armero y fabricante alemán Carl Walther en 1929 y 1931 para uso policial y particular en varios calibres, que al no ser de gran potencia permiten utilizar el sistema de retroceso simple.
Muy popular por su excelente funcionamiento y por las películas de James Bond, el modelo PPK se sigue fabricando hoy día. Poco después Walther diseñaría la primera pistola militar de doble acción, la Walther P38 de calibre 9 mm y cargador de ocho balas.
Un arma más barata, eficaz y segura que la Luger, que precisaba gran cantidad de operaciones de mecanizado frente a las sencillas piezas de chapa estampada que utiliza la P38, que la sustituyó en el ejército alemán y sigue en fabricación actualmente para uso civil.
Una de las grandes innovaciones de la P38 es el bloqueo permanente de la aguja percutora, que solo se desbloquea si el martillo se hace retroceder manualmente de forma total hasta la posición de disparo en acción simple o si se dispara en doble acción apretando totalmente el disparador, esto hace que la posibilidad de accidente portando el arma con un cartucho en la recámara sea casi nula.
Los modelos más actuales y demandados de la marca Walther son las pistolas con sistema de aguja lanzada como las Walther PPQ, PPS, CCP, WMP y sobre todo las PDP ("Performance Duty Pistol"). Cada uno de estos modelos tienen diferentes versiones (la mayoría con cuerpo de polímero, pero también algunas con cuerpo de metal) y representan la evolución más moderna de la pistola Walther P99. Estos modelos son usados por numerosos cuerpos policiales y fuerzas armadas alrededor del mundo.